# Lutrin de l'église Saint-Samson de Saint-Samson-sur-Rance

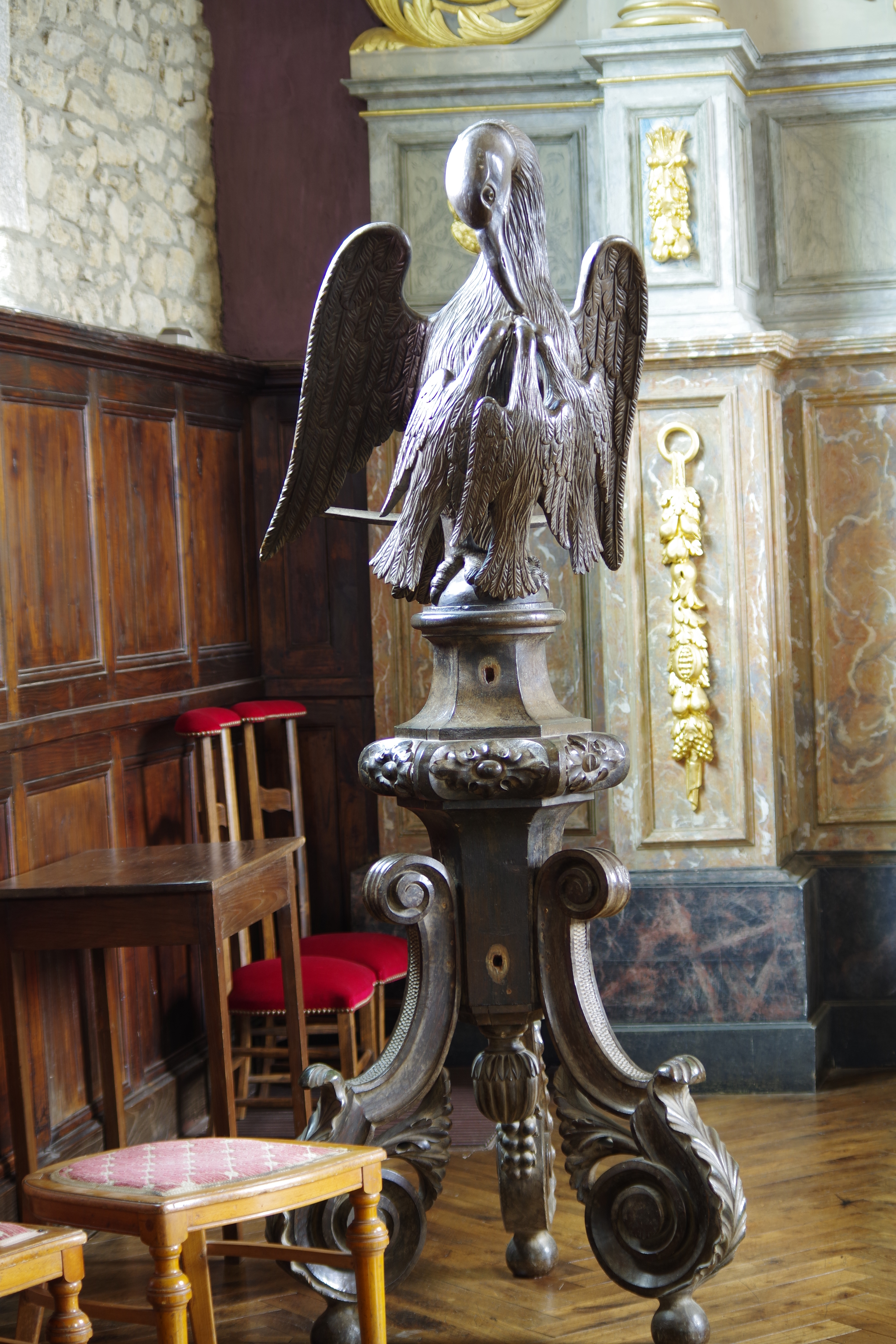
Lutrin de Saint-Samson-sur-Rance

Le lutrin de l'église Saint-Samson à Saint-Samson-sur-Rance, une commune dans le département des Côtes-d'Armor dans la région Bretagne en France, est une œuvre exécutée au XVIIIe siècle. Le lutrin en bois est classé monuments historiques au titre d'objet depuis le 24 septembre 1956.
Le pélican, dans la symbolique chrétienne, représente le sacrifice du Christ et la Résurrection. Le pied est formé de trois consoles renversées.